# Anello dei Boulevard
L'anello dei Boulevard (in russo Бульва́рное кольцо́?, Bul'varnoe kol'co) è la seconda circonvallazione di Mosca (la prima è formata dalle piazze centrali di Mosca che corrono lungo le ex mura di Kitaj-gorod, mentre la terza è il cosiddetto anello dei giardini). 
I boulevard formano una catena semicircolare lungo i lati occidentali, settentrionali e orientali della storica Città Bianca; nel lato sud l'anello è incompleto ed è interrotto dagli argini della Moscova.  
Il primo dei viali, Tverskoij bul'var, si realizzò nel 1796, ma l'intero anello fu sviluppato nel 1820 dopo il disastroso incendio del 1812 quando rimpiazzò le mura medievali della Città Bianca. Le mura erano già state abbattute nel 1760 ma, nonostante i decreti reali per mantenere il sito libero, nell'area erano state costruite diverse proprietà private e demaniali. L'incendio di Mosca distrusse molti di questi edifici, consentendo agli urbanisti di sostituirli con ampi viali verdi. 
Nel XX secolo la larghezza dell'anello dei Boulevard fu ampliata, poiché nelle aree precedentemente pavimentate lungo Pokrovskij bul'var e Strastnoij bul'var sono stati piantati degli alberi. I piani per completare l'anello attraverso i distretti di Jakimanka e Zamoskvoreč'e proposti nel 1935 non si sono mai materializzati ma riemergono periodicamente nelle discussioni dei pianificatori cittadini.

## Lista dei viali
- Gogolevskij bul'var
- Nikitskij bul'var
- Tverskoij bul'var
- Strastnoij bul'var
- Petrovskij bul'var
- Rozhdestvenskij bul'var
- Sretenskij bul'var
- Chistoprudnij bul'var
- Pokrovskij bul'var
- Yauzskij bul'var